# Mertesdorf

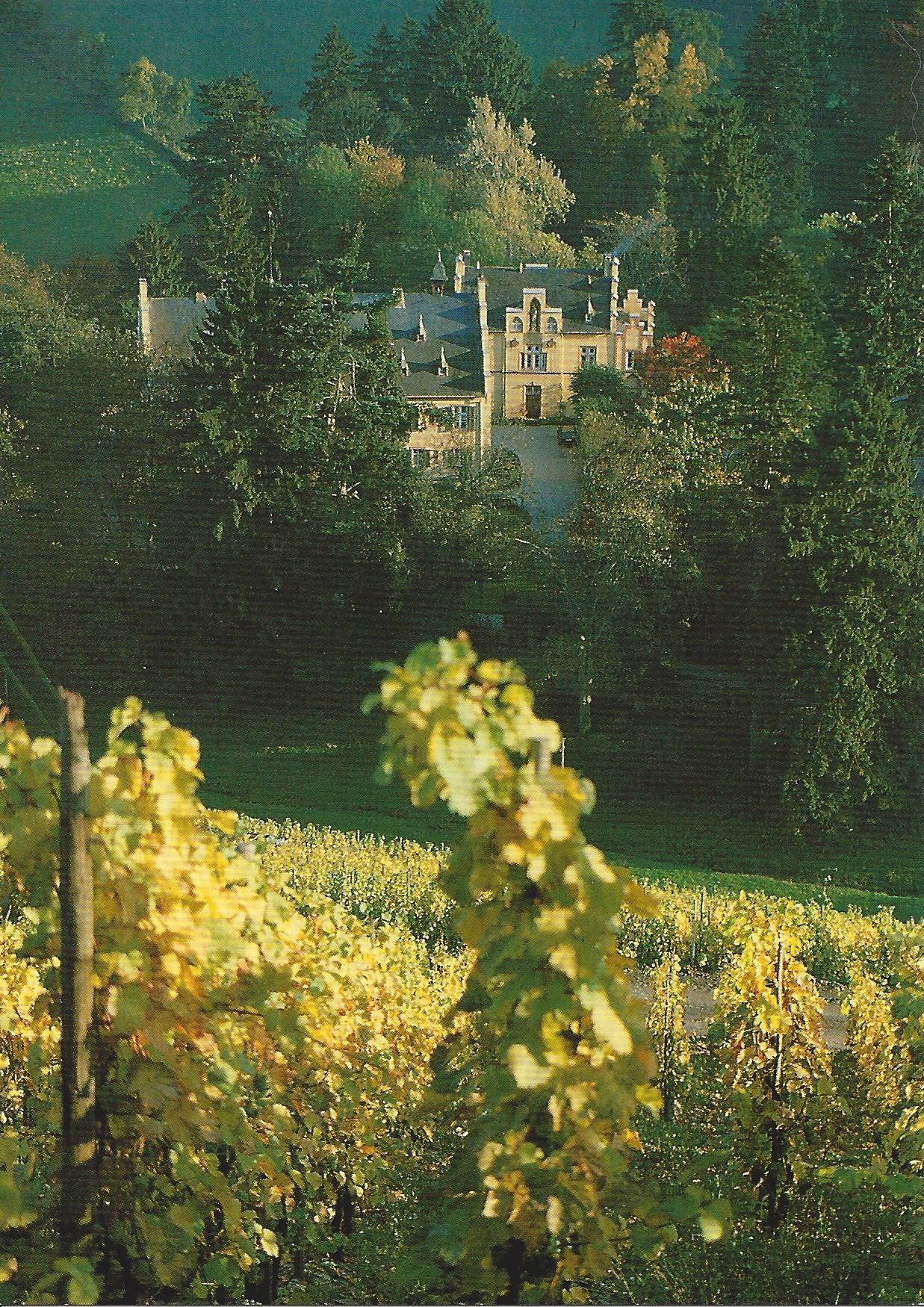
Schloss Grünhaus

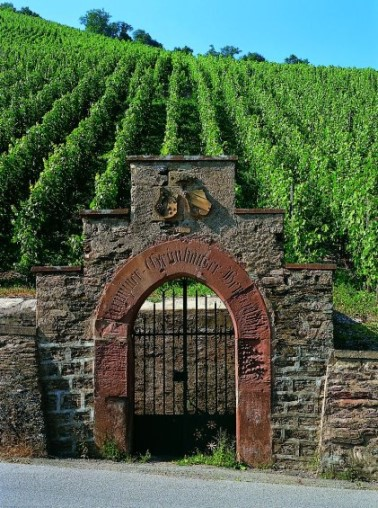
Eingangstor Maximin Grünhäuser Herrenberg

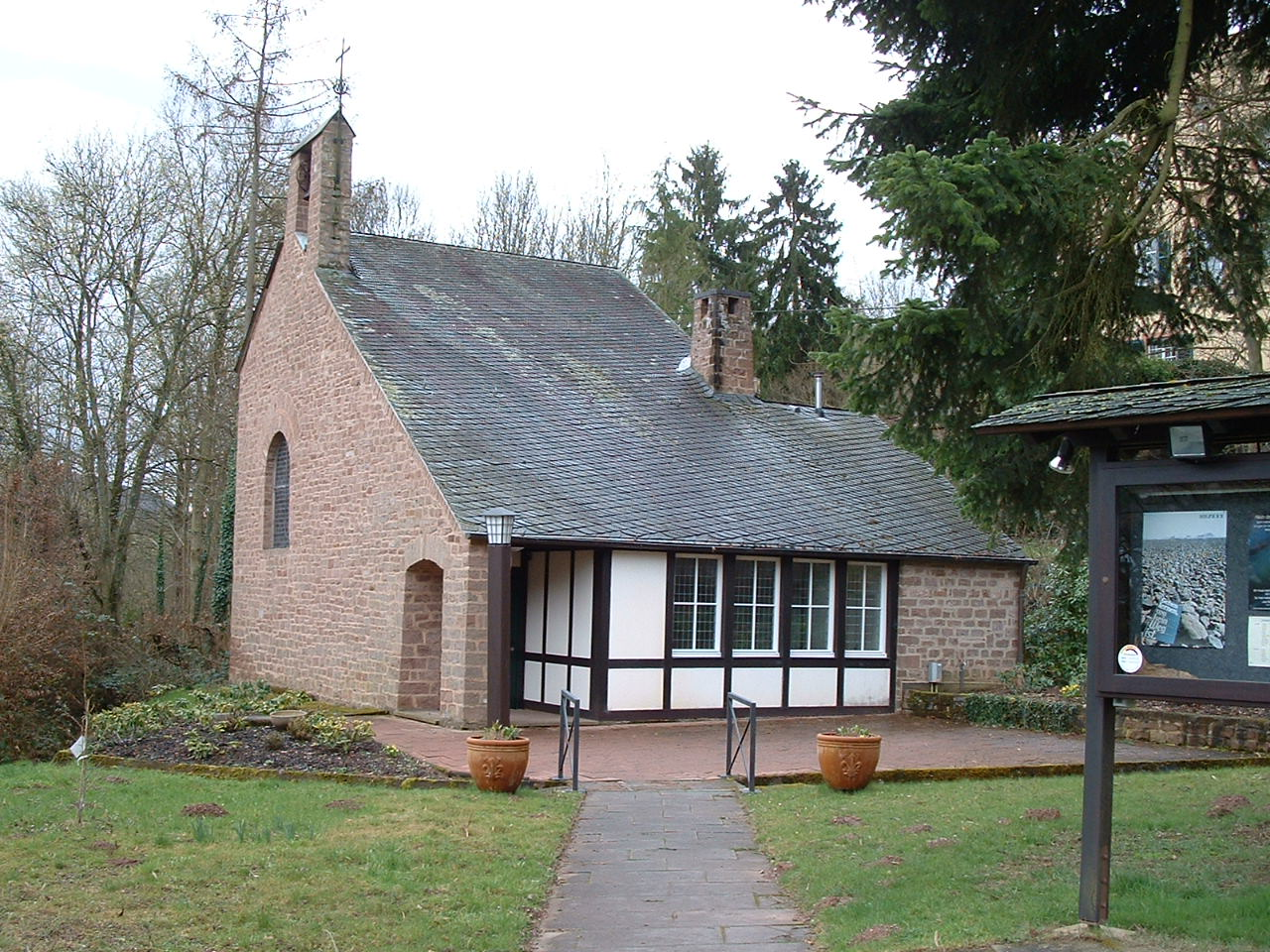
Evangelische Johannes-Kirche zu Grünhaus/Mertesdorf

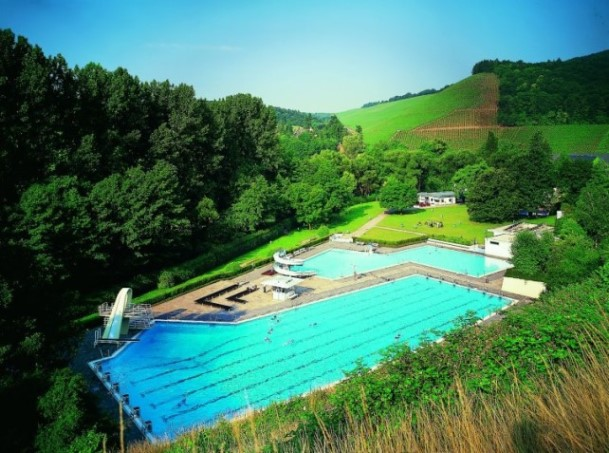
Freibad Unteres Ruwertal

Mertesdorf (moselfränkisch: Meertesdaerf) ist ein Weinort im Ruwertal bei Trier und ein anerkannter Erholungsort. Die Ortsgemeinde liegt im Landkreis Trier-Saarburg in Rheinland-Pfalz und gehört der Verbandsgemeinde Ruwer an, die ihren Verwaltungssitz in Waldrach hat.

## Geographie
Mertesdorf liegt etwa zehn Kilometer von Trier-Stadtmitte entfernt im Ruwertal.
Der alte Ortskern hat sich in einem Nebental der Ruwer entwickelt. Diese Lage gibt dem Ort einen bemerkenswerten landschaftlichen Reiz. Im Tal fließt die Ruwer durch einen Wiesengrund, in dem sich Mühlen aneinanderreihen. Beiderseits der Nebentalmündung klettern Weinberge z. T. steil bergan und umgeben das Dorf nördlich, während der Südhang von Wald begrenzt wird. Im Westen erhebt sich als Wahrzeichen des unteren Ruwertals der bewaldete Grüneberg.

### Gemeindegliederung
Gemeindeteile sind Eisenbahnhaltepunkt Grünhaus-Mertesdorf, Lorenzhof und Maximin Grünhaus.
Nach Meyers Orts- und Verkehrslexikon gehörten 1912/1913 das Forsthaus Friedrichshof (Grüneberg), das Rittergut Grünhaus, die Grünhäusermühle (Neumühle), die Karlsmühle und die Reisenmühle zum Dorf Mertesdorf.

### Klima
Der Jahresniederschlag beträgt 760 mm.

## Geschichte

### Römerzeit
Die Geschichte des Dorfes reicht bis in die Römerzeit zurück. Die Römerstraße von Trier nach Mainz führte durch dieses Nebental auf die Hunsrückhöhen. Römische Baureste, ein römischer Friedhof nahe der heutigen Landesstraße 151, die nachgewiesene römische Gesteinsmühle im Tal sowie Zeugnisse des Römerweinbaus am Grüneberg zeugen für eine fast 2000-jährige Geschichte. Schon zur Römerzeit fand die Gegend um den Ort Eingang in die Literatur. In dem 483 Versen umfassenden Gedicht Mosella beschrieb der Dichter Ausonius die Mosel und ihre Nebenflüsse. Von der Ruwer nennt er eine technische Besonderheit: die Marmorsägen, die Marmorblöcke zu Marmorplatten zerschnitten haben. Diese wurden bei den Großbauten der Kaiserstadt Trier als Fußbodenbeläge und Wandverkleidungen gebraucht. Bei Ausgrabungen an der Karlsmühle in der Mitte des letzten Jahrhunderts wurden Fragmente gefunden, welche auf eine römische Gesteinsmühle schließen lassen.

### Dorfgeschichte
Mertesdorf wurde 893 als Matrihesdorf zum ersten Mal in einer Urkunde König Arnulfs erwähnt. Eine weitere Urkunde aus dem Jahr 966 weist bereits die Existenz einer Dorfkapelle nach. Im Mittelalter gehörte Mertesdorf über 1000 Jahre zur Abtei St. Maximin in Trier, einem der reichsten Klöster, das erst 1802 während der Franzosenzeit aufgelöst wurde.

### Hexenprozesse
Mertesdorf war 1587 bis 1629 von Hexenverfolgung betroffen. Mindestens 30 Menschen (20 Frauen und zehn Männer) gerieten in einen Hexenprozess, 29 Fälle endeten tödlich. Maria Vetter, Frau von Theis Vetter, musste wie sechs andere Angeklagte unter der Folter gestehen, den Abt von St. Maximin auf zauberische Weise töten zu wollen. Ihr Mann wurde mit ihr hingerichtet. Sie wurde am 7. Juni 1594 verbrannt.

### Neuere Geschichte
Auf dem Wiener Kongress (1815) kam die gesamte Region nach der Niederlage Napoleons an das Königreich Preußen und war ab 1822 Teil der neu gebildeten Rheinprovinz.
Nach dem Ersten Weltkrieg gehörte das gesamte Gebiet zum französischen Teil der Alliierten Rheinlandbesetzung. Nach dem Zweiten Weltkrieg wurde Mertesdorf innerhalb der französischen Besatzungszone Teil des damals neu gebildeten Landes Rheinland-Pfalz.
Die in den Jahren 1855–1856 erbaute Kirche St. Martin wurde 1976 durch einen Neubau ersetzt.

## Politik

### Gemeinderat
Der Ortsgemeinderat in Mertesdorf besteht aus 16 Ratsmitgliedern, die bei der Kommunalwahl am 9. Juni 2024 in einer personalisierten Verhältniswahl gewählt wurden, und dem ehrenamtlichen Ortsbürgermeister als Vorsitzendem.
Die Sitzverteilung im Ortsgemeinderat:
| Wahl | SPD | CDU | Grüne | Gesamt   |
| ---- | --- | --- | ----- | -------- |
| 2024 | 6   | 6   | 4     | 16 Sitze |
| 2019 | 9   | 7   | –     | 16 Sitze |
| 2014 | 9   | 7   | –     | 16 Sitze |
| 2009 | 7   | 9   | –     | 16 Sitze |
| 2004 | 6   | 10  | –     | 16 Sitze |

### Ortsbürgermeister
Andreas Stüttgen (SPD) wurde am 18. Juni 2019 Ortsbürgermeister von Mertesdorf. Bei der Direktwahl am 26. Mai 2019 war er mit einem Stimmenanteil von 59,47 % gewählt worden. Bei der Stichwahl am 23. Juni 2024 setzte er sich mit 55,9 % durch, nachdem bei der Direktwahl am 9. Juni keiner der ursprünglich drei Bewerber eine ausreichende Mehrheit erzielt hatte.
Stüttgens Vorgängerin Ruth Wilhelm (CDU) hatte das Amt seit 2009 ausgeübt, war 2019 aber nicht erneut angetreten. Vor ihr hatte Erich Griebeler (CDU) das Amt 16 Jahre inne.

### Wappen
| Wappen von Mertesdorf | Blasonierung: „Das Wappen ist geteilt und in der unteren Hälfte gespalten. Oben in Gold ein doppelköpfiger schwarzer, rot bewehrter und silbern nimbierter Adler. Unten rechts in Silber ein diagonal schrägrechts liegendes schwarzes Schwert, das einen roten Mantel teilt. Unten links in Grün ein goldener Hügel, aus dem ein goldener Weinstock mit drei goldenen Blättern und zwei goldenen Trauben wächst.“ |
| Wappen von Mertesdorf | Wappenbegründung: Mertesdorf gehörte seit dem frühen Mittelalter bis Ende des 18. Jahrhunderts weitgehend zum Besitz der Reichsabtei St. Maximin in Trier, die einen doppelköpfigen nimbierten Reichsadler im Wappen führte. Das Schwert, das einen Mantel teilt, ist ein Symbol für den örtlichen Kirchenpatron St. Martinus, der auch dem Ort den Namen gab (im frühen Mittelalter Martini villa, später Martinsdorf und zuletzt Mertesdorf). Der Weinstock erinnert daran, dass Mertesdorf die älteste Weinbaugemeinde im Ruwertal ist. |

### Gemeindepartnerschaften
Es besteht eine Gemeindepartnerschaft mit der französischen Gemeinde Saint-Just-la-Pendue (Département Loire).

## Wirtschaft und Infrastruktur
Mertesdorf besitzt ein großes Sportzentrum (Ruwertalhalle) und ein beheiztes Freibad, Gastronomie und eine Reihe von Wanderwegen.
Oberhalb von Mertesdorf, jenseits der Landesstraße 151, liegt die Zentraldeponie Mertesdorf und am Grüneberg befindet sich die Wehrtechnische Dienststelle 41 der Bundeswehr.
Bei Mertesdorf-Grünhaus verläuft die Landesstraße 149 durch das Ruwertal, die einst als Bundesstraße 52 eine Verbindung zwischen Ruwer und Türkismühle / Nahe war. Bei Grünhaus befand sich auch ein Haltepunkt der ehemaligen Hochwaldbahn (Trier–Hermeskeil), auf deren Trasse heute der Ruwer-Hochwald-Radweg verläuft.

## Weinbau
In Mertesdorf, der neben Kasel und Waldrach ältesten Weinbaugemeinde im Ruwertal, werden 65 Hektar Weinbaufläche bewirtschaftet. Durch Erfolge einiger Weingüter konnte Mertesdorf in den letzten Jahren seine Bekanntheit heben.
In der Weinliteratur wurde dem Mertesdorfer Rieslingwein eine Spitzenstellung zuerkannt. So schrieb der englische Weinkritiker Stuart Pigott: „Die Weingüter in Mertesdorf gehören zu den herausragendsten des gesamten Mosel-Saar-Ruwergebiets und müssen zu den besten Rieslingerzeugern in Deutschland gerechnet werden. Mertesdorfer Rieslingweine zeichnen sich aus durch zartgliedrige finessereiche und pikante Frucht und durch ein schönes, variationsreiches Bouquet.“
Zu den Mertesdorfer Weingütern gehören das Weingut Maximin Grünhaus, das Weingut Erben von Beulwitz oder das Weingut Karlsmühle.
Die Mertesdorfer Weinlagen sind: Felslay, Johannisberg, Mäuerchen, Maximin Grünhäuser Herrenberg, Maximin Grünhäuser Abtsberg und Maximin Grünhäuser Bruderberg.
Der Philosoph Karl Marx besaß in Mertesdorf einen Weinberg im Distrikt Im Viertelberg.